# Glauco

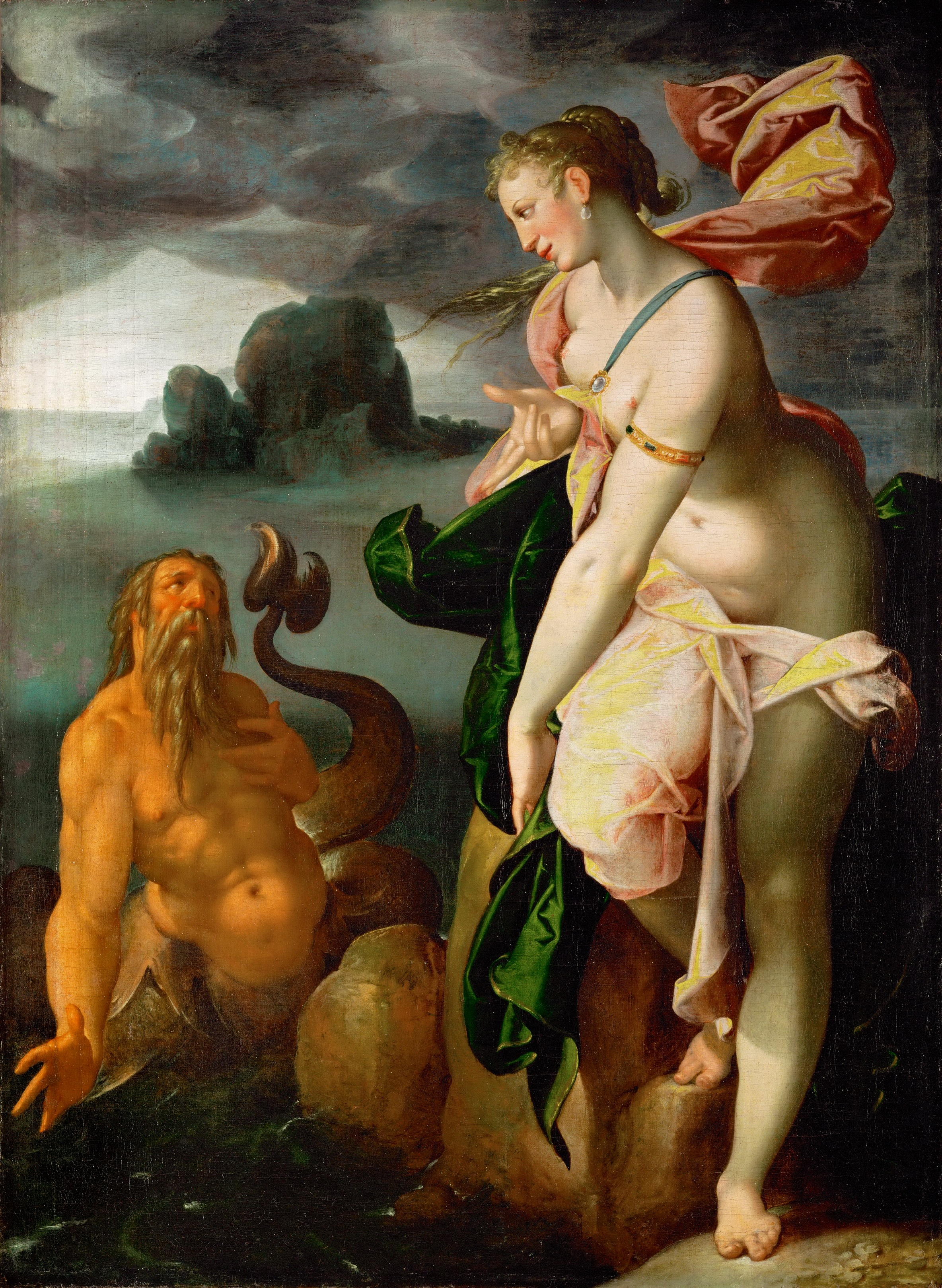
Glauco y Escila por Spranger, hacia 1580.

En mitología griega, Glauco (Γλαῦκος; gen.: Γλαύκου) es una divinidad marina menor, que funciona como intérprete de las sabias palabras del dios marino profético Nereo. Se dice que nació como mortal pero ascendió a la divinidad después de ingerir cierta hierba y que desde entonces se dedica a rescatar a marineros y pescadores durante las tormentas. La figura de Glauco aparece prominentemente en las Argonáuticas, de Apolonio de Rodas, y en el Libro XIII de Las metamorfosis, del poeta latino Ovidio.  

## Familia
Glauco no posee una tradición fija acerca de su filiación pero Ateneo nos proporciona las diferentes versiones: hijo de un tal Copeo; o bien de Pólibo, hijo de Hermes, y de Eubea, hija de Larimno; o puede que de Antedón y Alcíone; o incluso de Poseidón y la ninfa Nais o Naide (acaso se refiera a una náyade). Se describe al menos una hija de Glauco, Deífobe, que fue sacerdotisa de Apolo y Trivia.  Otros dicen que Glauco había sido amado por el propio Nereo.

## Origen
A pesar de los progenitores que se le atribuyen, Glauco era un humilde pescador que al mascar unas plantas mágicas cerca de Antedón, en la isla de Eubea, devino inmortal y se metamorfoseó de forma que su barba y su melena se volvieron de un verde oscuro que simulaba el color de las algas marinas y sus piernas cambiaron a una cola enroscada como la de un enorme pez. No pudiendo permanecer más tiempo en la tierra, se sumergió en el mar, donde fue recibido por las divinidades marinas. Océano y Tetis le purificaron de su naturaleza humana recitando canciones mágicas y bañándolo en distintas corrientes marinas.

## Amor por Escila
Enamorado de la hermosa Escila, ésta lo rechazó asustada por su nuevo aspecto. Buscando salida desesperada a su pasión, Glauco acudió a la maga Circe y le pidió que con sus poderes hiciera que Escila se enamorase de él. Pero los efectos de su petición fueron muy distintos a los que Glauco esperaba, porque Circe también amaba al nuevo dios marino y se le declaró intentando convencerle de que despreciase a la que le había despreciado. Al negarse, Circe tuvo envidia y mezcló unas hierbas potentes en el agua en la que se bañaba Escila, y de esa manera la convirtió de cintura abajo en un horrible monstruo.